# Alfombra de Nain
La alfombra de Na'in es un tipo de alfombra persa.
La alfombra de Na'in debe su existencia al declive del tejido. La importación de tejidos occidentales afectó a la venta de telas, y los tejedores de Na'in, afamados por la calidad de los hilados de sus tejidos, se dedicaron a fabricar alfombras que en pocos años se convirtieron en excelentes.

## Descripción
La decoración de Na'in se parece mucho a la de las alfombras de Esfahán. El campo está decorado con lazos recargados de ramas floridas, pero el medallón central es menos denso. Muchas alfombras presentan motivos vegetales y animales. El borde se compone de una banda central y dos bandas secundarias, que pueden a su vez estar encuadradas por dos bandas estrechas.
Los colores son característicos: beige, marfil y blanco, usados sobre un fondo verde claro o azul.
Las alfombras que provienen de esa región son altamente reconocibles no solo por sus colores y por sus diseños si no por la trama de algodón fino que produce una sensación de profundidad en las alfombras muy bonitos. 
 Archivado el 19 de abril de 2016 en Wayback Machine. Alfombras Persas: tipos.
- Datos: Q3515500
- Multimedia: Rugs and carpets of Nain, Iran / Q3515500